# Tatort: Die Spieler (1986)
Die Spieler ist ein österreichischer Fernsehkrimi von Alfred Paul Schmidt aus dem Jahr 1986. Er entstand als 181a. Folge der Kriminalreihe Tatort. Er gehört zu den 13 Folgen, die vom ORF außerhalb der offiziellen Tatort-Reihe ohne die ARD produziert und in der Erstausstrahlung nur in Österreich gesendet wurden.

## Handlung
Die beiden befreundeten Weinbauern Erker und Viellieber kandidieren für den Posten des Präsidenten des Gesangsvereins ihres Dorfes, Viellieber setzt sich bei der Wahl klar durch. Während Erker seine Niederlage gelassen hinnimmt, ist seine Frau wütend und zeigt dies ihrem Mann auf der Heimfahrt. Sie sieht in ihrem Mann einen ewigen Verlierer. Auch ihr Mann scheint seine Niederlage doch nicht so leicht hinzunehmen, wie er es vor den anderen Leuten gezeigt hat. Frau Viellieber wird von Ernst Kuhweide, ihrem ehemaligen Chef, umgarnt. Kuhweide ist Autor und lässt nicht locker, Frau Viellieber zu verführen, doch sie lässt ihn abblitzen. Viellieber sucht Erker auf, um ihn mal wieder zum Kartenspiel einzuladen. Er zögert, weil er sagt, dass ihm das auf Dauer zu teuer komme. Seine Frau gerät in Rage und sagt, er könne seinen Winzerhof doch auch gleich an Viellieber übertragen. Aus Trotz geht er mit Viellieber mit. Wieder verliert Erker und muss seinen Freund sogar bitten, ihm Geld zu leihen. Frau Erker beklagt sich derweil bei Frau Viellieber über ihren Mann, doch diese gibt sich gelassen und meint nur, sie sollten ein wenig großzügiger ihren Männern gegenüber sein. Erker wittert derweil, beim Kartenspiel betrogen worden zu sein, er und sein Freund werden daraufhin aus der Gaststätte geworfen. Beide sind betrunken, aber während Erker deprimiert wirkt, ist Viellieber gelassen. Erker leiht sich das letzte Geld von Viellieber, um anderswo weiterzuspielen, Viellieber geht hingegen nach Hause zu seiner Frau.
Erker hingegen findet, als er betrunken und abgebrannt nach Hause kommt, lediglich einen Brief seiner Frau vor, dass diese ihn verlassen hat. Er scheint dies erleichtert aufzunehmen. Erker erzählt dies am nächsten Tag freudig Viellieber, dieser hingegen sieht dies als schlechte Nachricht an und will seinem Freund Mut machen, dass seine Frau bestimmt bald zurückkäme. Unterdessen bekommt auch Kuhweide Probleme, ein Finanzbeamter weist ihn darauf hin, dass er eine Million Schilling Steuerschulden hätte und dass auf ihn eine Anzeige wegen Steuerhinterziehung zukommt. Kuhweides Versuch, den Beamten zu bestechen, wird von diesem ignoriert. Erker und Viellieber sind unterdessen mal wieder in ihrer Stammgaststätte und konsumieren eine stattliche Menge Alkohol, auf dem Heimweg gerät Erker in eine Polizeikontrolle, während Viellieber durchgelassen wird. Erker verliert seinen Führerschein, während Viellieber davonkommt. Am Abend kommt seine Frau ins Haus, allerdings nicht, wie Erker glaubt, um zurückzukehren, sondern nur, um ein paar Sachen abzuholen. Erker deutet ihr gegenüber an, dass er Viellieber sein Glück nunmehr anneidet, dieser werde schon noch auf die Schnauze fallen. Kuhweide versucht unterdessen vergeblich, Frau Viellieber aufzusuchen, da diese mit ihrem Mann und seinem Gesangsverein, dessen Präsident er nunmehr ist, auf einen Ausflug ist. Kuhweide erkundigt sich am Bahnhof nach der Ankunft des Zuges.
Das Ehepaar Viellieber ist gut gelaunt, auch Erker ist durch die allgemeine Feierlaune der Gruppe in guter Stimmung. Erker verabschiedet sich überraschend, weil er vorzeitig aussteigen muss. Er hat noch einen Termin bei einem Weinhändler in der Nähe, bei diesem wird er auch übernachten. Die anderen wundern sich zwar, weil Sonntag ist, fragen aber nicht weiter nach. Von den Bahnhofsvorstehern erfährt Erker, dass der Zug, aus dem er gestiegen ist, einen längeren Aufenthalt im Bahnhof haben wird, weil er noch auf einen Gegenzug warten muss. Er mietet sich in einem Hotel in der Nähe des Bahnhofs ein. Im Zug vermisst Viellieber kurz darauf seine Frau. Am nächsten Tag finden zwei Landwirte an der Bahnstrecke die Leiche von Frau Viellieber. Eine junge Frau namens Juliane Seifert sitzt unterdessen in einer Polizeiwache und erstattet Anzeige gegen den Schriftsteller Kuhweide wegen eines Plagiats. Sie studiert Orientalistik, promoviert zurzeit und kennt daher einen indischen Roman, der das Original von Kuhweides Roman sein muss. Oberinspektor Hirth sucht gemeinsam mit seinem Assistenten Inspektor Hollocher den Witwer Viellieber auf. Er sagt aus, dass er sich in einem Abteil schlafen gelegt habe und später, als er aufgewacht und zurückgekehrt sei, sei seine Frau verschwunden gewesen. Er wirkt sehr niedergeschlagen. Die Beamten teilen ihm mit, dass ein Unfall ausscheide, Frau Viellieber ist gewürgt und aus dem Zug gestoßen worden. Viellieber sagt aus, dass seine Frau bis vor einem Jahr als Sekretärin für Ernst Kuhweide gearbeitet hat. Er sagt ferner, dass er Kuhweide glaubt im Zug gesehen zu haben.
Der Hotelwirt, bei dem Erker übernachtet hat, sagt unterdessen aus, dass Erker von 21 Uhr bis um 8 Uhr am nächsten Morgen im Hotel gewesen sei. Hirth und Hollocher tappen im Dunkeln, da sie kein Motiv sehen. Dann unterhalten sie sich mit einem Kollegen, der es mit einem Fall von geistigem Diebstahl zu tun hat, als dieser dann den Namen Ernst Kuhweide erwähnt, wird Hirth hellhörig. Er glaubt, dass Viellieber vom Plagiat gewusst hat, und sieht darin ein Mordmotiv. Hollocher sucht Kuhweide auf, dieser gibt unumwunden zu, dass Frau Viellieber den Roman aus Indien mitgebracht und diesen abgeschrieben habe, da sie in Indien gelebt habe und die Sprache beherrschte. Er habe den Roman dann unter seinem Namen veröffentlicht. Verdient habe sie daran nichts. Mit dem Mord an ihr habe er aber nichts zu tun. Viellieber räumt unterdessen Hirt und Hollocher gegenüber ein, dass der Hof eigentlich seiner Frau gehört hatte, weil sie reich geerbt hatte. Er ist nunmehr ihr Alleinerbe. Hirth lässt sich bei der Sparkasse die Kontodaten von Frau Viellieber zeigen, dabei macht er eine Entdeckung. Viellieber, der am Boden zerstört ist, erzählt Erker, dass er alles hinschmeißen und sein Weingut verkaufen möchte. Erker verspricht, ihm einen Käufer zu besorgen. Hollocher konfrontiert unterdessen Kuhweide mit der Entdeckung, dass bei Frau Viellieber zahlreiche Zahlungseingänge zu verbuchen sind und sich diese mit Zahlungsausgängen bei Kuhweide deckten. Er gibt zu, von Frau Viellieber erpresst worden zu sein. Ihre Forderungen seien immer höher geworden, je erfolgreicher der Roman wurde.
Hirth befragt Erker nach seinem Verhältnis zu Viellieber und den gemeinsamen Spielen. Hirth weiß, dass Erker viel Geld verloren hat, Erker entgegnet, dass er nichts gegen seinen „Spiel-Teufel“ tun könne. Hirth fragt, ob er Viellieber einen Mord an seiner Frau zutraue, da dieser ja auch viel Geld beim Spiel verloren habe, was Erker verneint. Erker fragt interessiert nach, ob Hirth eine Spur habe, und bemerkt, dass es ja „blöd“ für Viellieber aussehe. Unterdessen fragt Hollocher Kuhweide nach seinem Alibi. Da er keins hat, nimmt Hollocher ihn vorläufig fest, was dieser sehr gelassen aufnimmt, obwohl er seine Unschuld beteuert. Für einen Schriftsteller sei das Gefängnis schließlich eine sehr interessante Erfahrung. Erker sucht seinen Freund Viellieber auf und berichtet ihm, dass die Polizei ihn, Viellieber, verdächtige. Viellieber lässt sich gehen und ist relativ desinteressiert. Sein Weingut hat er bereits an den durch Erker vermittelten Nachbarn verkauft. Erker schlägt Viellieber vor, doch mal wieder Karten zusammen zu spielen. Kuhweide lässt Hollocher in seine Zelle rufen, weil er ihm ein brauchbares Alibi liefern möchte, um die U-Haft beenden zu können. Unterdessen spielen Viellieber und Erker wieder, wie immer verlieren beide eine Menge Geld. Erker äußert, er ärgert sich wenigstens, aber Viellieber würde der Verlust nichts ausmachen. Viellieber jedoch ist nach dem Tod seiner Frau alles egal.
Am nächsten Morgen präsentiert Kuhweide Hollocher in seinem Haus anhand seiner Aufzeichnungen, dass er zum Zeitpunkt der Tat ferngesehen und dabei eine banale Sendung gesehen hat, die sicherlich nicht wiederholt wurde. Er kann wörtlich aus dieser Sendung zitieren, weil er auf seiner Schreibmaschine mitgeschrieben hat, um Inspirationen zu bekommen. Hollocher akzeptiert das Alibi. Hirth sucht unterdessen nochmals Viellieber auf, dieser reagiert ungehalten, als Hirth ihn auf den Verkauf seines Hofes anspricht. Hollocher hat Viellieber im Visier, doch Hirth hat eine neue Erkenntnis. Er präsentiert einen jungen Mann, der sich in der Tatnacht einen Scherz mit Erker erlaubt hat, der unbekannterweise zufällig an ihm vorbeirannte. Der junge Mann schrie „Halt! Das ist ein Überfall!“, woraufhin Erker ihm seine Brieftasche und seine Uhr gab und hastig weiterrannte. Der junge Mann war perplex, da er ja keinen Überfall begehen wollte. Sein „Opfer“ Erker sei aber so nervös gewesen, dass er den Scherz nicht bemerkt habe, ihm seine Wertsachen ohne Weiteres gab und weiterrannte. Ein Freund hatte den jungen Mann nach einem Streit um eine Frau angezeigt, da dieser seinen Freunden von diesem seltsamen „Überfall“ erzählt hatte. Hirth erkundigt sich beim Schuldirektor, der auch als Mitglied des Gesangsvereins am Tatabend im Zug war, was Erker an diesem Abend trug, die Kleidung passt zur Beschreibung des jungen Mannes.
Hirth und Hollocher suchen daraufhin Erker mit einem Durchsuchungsbefehl auf, zudem gibt Hirth ihm seine Brieftasche und seine Uhr zurück. Er fragt ihn, warum er den Überfall nicht angezeigt hätte. Erker behauptet, die Polizei würde sich um solche Bagatelldelikte doch ohnehin nicht kümmern. Hirth fragt ihn daraufhin, wie es denn zum Überfall hätte kommen können, wenn er doch, wie angegeben und vom Hoteleigner bezeugt, die ganze Nacht im Hotel verbracht hätte. Erker behauptet, dass der junge Mann sich im Datum geirrt haben müsste, der „Überfall“ sei einen Tag später gewesen. Hirth überprüft das Datum, der junge Mann kann sich an den „Überfall“ deshalb so gut erinnern, weil er an dem Tag Geburtstag gehabt habe. Hollocher beschattet unterdessen Erker. Dieser kommt mit einem Koffer aus seinem Haus und fährt weg. Erker bemerkt, dass er von Hollocher verfolgt wird, dieser stoppt ihn, Hirth kommt hinzu. Sie konfrontieren ihn mit dem Mordvorwurf. Erker gesteht schließlich, weil die Beweislage gegen ihn erdrückend ist. Er hätte sie aus dem Zug stoßen müssen, weil ihn die Überlegenheit dieser Frau wahnsinnig gemacht hätte. Er hatte seinen Freund um diese Frau beneidet und hätte sie selber gerne gehabt, doch sie habe ihn nur ausgelacht. Hirth konfrontiert Erker damit, dass dieser durch den außerplanmäßigen Aufenthalt des Zuges von dieser unerwarteten Gelegenheit „erpresst“ worden sei, Frau Viellieber zu töten. Er sei dann unbemerkt in den Zug zurückgekehrt. Er gibt es zu und sagt, dass ihre Unnahbarkeit und sein ewiges Glück für Erker „Zwangsjacken“ gewesen seien, die er habe „zerfetzen“ müssen. Viellieber sei ihm deshalb wie eine „Verhöhnung“ seiner selbst vorgekommen, weil er doch immer Pech gehabt hätte. Erker wird abgeführt.

## Produktion
Die Spieler war der insgesamt siebente Tatort-Fall um Oberinspektor Hirth, allerdings waren bis dahin nur zwei und insgesamt nur drei der insgesamt neun Folgen offizielle Tatort-Folgen der ARD-Reihe. Die übrigen wie auch diese Produktion waren alleinige des ORF. Diese eigenen ORF-Produktionen wurden auch nur in Österreich gezeigt. Die Folge Die Spieler wurde ein halbes Jahr nach der Erstausstrahlung am 27. Dezember 1986 erst- und einmalig vom Bayerischen Rundfunk in Deutschland ausgestrahlt.